# Norman D. Golden II
Norman D. Golden II (Racine, 7 aprile 1984) è un attore statunitense, noto soprattutto per i suoi ruoli di attore bambino dal 1992 al 1997 (tra gli 8 e 13 anni d'età).

## Biografia
Nato in Wisconsin nel 1984, Norman D. Golden II si trasferisce con la famiglia in California dall'età di tre anni.
È uno degli attori bambini afroamericani di maggior rilievo degli anni Novanta in ruoli drammatici. Il suo primo impegno è alla televisione in un episodio della serie Una famiglia tutto pepe (1992). L'anno successivo, è co-protagonista del film Un piedipiatti e mezzo, dove interpreta il ruolo di un piccolo detective insieme all'attore Burt Reynolds. Per questa sua interpretazione è nominato per lo Young Artist Award.
Golden continua a lavorare per la televisione, dove compare in numerosi film: con particolare rilievo, in There Are No Children Here (1993) con Oprah Winfrey, e in On Promised Land (1994) con Juanita Jennings.  È protagonista dell'episodio The Boy Who Painted Christ Black nel film America's Dream (1996).
Il suo ultimo impegno cinematografico è nella miniserie televisiva Moby Dick (mai uscita in Italia), del 1998. Dopo di essa decide di abbandonare la cinematografia per dedicarsi al mondo musicale, esibendosi come rapper con lo pseudonimo Enormus. Il suo primo album (Seeds Vol. 1 Pick of the Litter) è uscito nel 2006.

## Filmografia

### Televisione
- In a Flesh (1992) - episodio della serie TV Una famiglia tutto pepe (True Colors)
- There Are No Children Here, regia di Anita W. Addison (1993) - film TV
- On Promised Land, regia di Joan Tewkesbury (1994) - film TV
- A Child Is Given (1994) - episodio della serie TV Sisters
- America's Dream (1996) - film TV
- Shaughnessy, regia di Michael Ray Rhodes (1996) - film TV
- Moby Dick, regia di Franc Roddam (1998) - miniserie TV

### Cinema
- Un piedipiatti e mezzo (Cop and a Half), regia di Henry Winkler (1993)
- Gone Fishin', regia di Christopher Cain (1997) - non accreditato